# Buccinum planeticum
Buccinum planeticum är en snäckart som beskrevs av Dall 1919. Buccinum planeticum ingår i släktet Buccinum och familjen valthornssnäckor. Inga underarter finns listade i Catalogue of Life.